# Stictopisthus seyrigi
Stictopisthus seyrigi là một loài tò vò trong họ Ichneumonidae.